# Coop Himmelb(l)au
Coop Himmelb(l)au ist ein international tätiges, avantgardistisches Architekturbüro.

## Geschichte
Coop Himmelb(l)au wurde 1968 von Wolf D. Prix, Helmut Swiczinsky und Michael Holzer in Wien gegründet und ist seither in den Bereichen Architektur, Stadtplanung, Design und Kunst tätig. 1988 wurde ein weiteres Atelier in Los Angeles eröffnet. Weitere Projektbüros befinden sich in Frankfurt am Main und Paris. Coop Himmelb(l)au beschäftigt derzeit 150 Mitarbeiter aus 19 Nationen.
Das Architekturstudio Coop Himmelb(l)au wird von Wolf D. Prix, Harald Krieger, Karolin Schmidbaur und Projektpartnern geführt. Zu den Projektpartnern zählen Michael Beckert, Luzie Giencke, Andrea Graser, Helmut Holleis, Markus Pillhofer, Markus Prossnigg, Wolfgang Reicht, Frank Stepper und Michael Volk. Nach dem Ausscheiden von Michael Holzer 1971 und Helmut Swiczinskys Rückzug aus dem operativen Geschäft 2001, gefolgt von seinem endgültigen Ausscheiden 2006, leitet Wolf D. Prix das Atelier als Design Principal/CEO. Von 2000 bis 2011 war Wolfdieter Dreibholz als Geschäftsführer und Partner von Coop Himmelb(l)au tätig. Harald Krieger wurde 2003 Partner und Geschäftsführer der COOP HIMMELB(L)AU Europe GmbH in Frankfurt am Main. Im Jahr 2011 übernahm er darüber hinaus auch als CFO die finanzielle Leitung des Ateliers. Karolin Schmidbaur wurde 1996 Partnerin des Büros und ist derzeit Design und Managing Partner von Coop Himmelb(l)au Wien (seit 2009) sowie Leiterin des Ateliers in Los Angeles (seit 2003).
Arbeiten der Gruppe waren 1988 in der Ausstellung Deconstructivist Architecture im Museum of Modern Art zu sehen, die von Philip Johnson und Mark Wigley kuratiert wurde. Die führte dazu, dass Coop Himmelb(l)au fortan zu der Gruppe der dekonstruktivisten Architekten gezählt wurde. Das Büro hat sich selbst nie offiziell zu dieser Gruppe gezählt. Gewisse Arbeitspraktiken, wie etwa die Collage, und die Architektursprache weisen jedoch Ähnlichkeiten mit anderen Architekten dieser Richtung auf.
Weltweit angesehene Institutionen wie die Getty Foundation in Los Angeles, das Österreichische Museum für angewandte Kunst (MAK) in Wien und das Centre Pompidou zeigen Werke von Coop Himmelb(l)au in ihren Dauerausstellungen. Im Jahr 1996 wurde Coop Himmelb(l)au als Repräsentant Österreichs zur 6. Internationalen Architektur Biennale in Venedig eingeladen. Seither ist das Büro dort regelmäßig vertreten und hat Projekte wie das Lyoner Musée des Confluences und das Opera House Guangzhou präsentiert. Das Lyoner Musée des Confluences wurde darüber hinaus von 2002 bis 2003 bei der Ausstellung Latente Utopien in Graz vorgestellt. Auch in der Aedes East Galerie in Berlin war Coop Himmelb(l)au mehrmals vertreten, etwa in den Ausstellungen Skyline 1985, The Vienna Trilogy + One Cinema 1998 und in einer Ausstellung zum Wettbewerb um das BMW Erlebnis- und Auslieferungszentrum im Jahr 2002. Im selben Jahr war Coop Himmelb(l)au mit den Projekten BMW Welt und einem Entwurf für das neue World Trade Center auf der 8. Architektur-Biennale in Venedig präsent. Im Jahre 2007/2008 war das Büro Gegenstand der Ausstellung COOP HIMMELB(L)AU. Beyond the Blue des MAK in Wien. Auf der 11. Architektur-Biennale in Venedig war Coop Himmelb(l)au mit zwei Beiträgen vertreten: Astroballon 1969 Revisited – Feedback Space im Arsenale und Brain City Lab im Italienischen Pavillon. 2009 war die Ausstellung COOP HIMMELB(L)AU. Beyond the Blue im Wexner Center for the Arts, Columbus (Ohio) zu sehen.
Coop Himmelb(l)au war für das Design mehrerer Ausstellungen verantwortlich, beispielsweise für Paradise Cage: Kiki Smith and Coop Himmelb(l)au, die 1996 im Museum of Contemporary Art, Los Angeles gezeigt wurde. Zu den bekanntesten gehört die Ausstellung Rudi Gernreich: Fashion will go out of Fashion aus dem Jahre 2000 für den Steirischen Herbst in Graz, die später in Philadelphia, zu sehen war.
Für Kritik und Wirtschaftssanktionen sorgte der Bau des Opernhauses in Sewastopol nach der Annexion der Krim 2014. Trotz des Kriegs in der Ukraine setzt das Büro Coop Himmelb(l)au seine Arbeiten am Opernhaus, am Eishockeystadion in St. Petersburg sowie dem Museum und Theater in Kemerovo (Sibirien) fort. Als Finalist des städtebaulichen Wettbewerbs Gorskaya ist das Büro entgegen dem internationalen Boykott weiterhin bemüht, neue Aufträge in Russland zu akquirieren.

## Werk

### Anfänge
1968 beschrieb Coop Himmelb(l)au den eigenen Namen folgendermaßen:
- „Coop Himmelblau ist keine Farbe, sondern die Idee Architektur mit Phantasie leicht und veränderbar wie Wolken zu machen.“[9]

Dieses Credo bestimmte das Werk der Gruppe für die ersten Jahre ihres Schaffens. Leicht und veränderbar wie Wolken solle die Architektur sein, also flexibel, mobil, flüchtig, organisch. Dass Coop Himmelb(l)au hierbei zugleich von der „Idee“ einer Architektur sprach, zeigt auch, dass es der Gruppe zunächst weniger um eine bauliche Umsetzung ging als vielmehr um ein architektonisches Statement und um die Suche nach richtungsweisenden baulichen Alternativen. Die ersten Ansätze zur Realisierung solcher leichter, veränderbarer Architektur waren pneumatische Projekte. Die Idee war es, aufblasbare, bewegliche, leicht auf-, abbau- sowie veränderbare, mobile Architektur mit Hilfe des neuen Baustoffs Luft zu schaffen. Im Gründungsjahr 1968 präsentierte Coop Himmelb(l)au die pneumatische Wohneinheit „Villa Rosa“, mit das erste Werk, das der Philosophie der veränderbaren Wolkenarchitektur entsprach. Im Kern bestand die Villa Rosa aus einem schrägen Raumtragewerk, einer Art Gerüst, ergänzt durch eine Reihe von Schläuchen und Kanülen. Dieses Gerüst trug mehrere, verschieden große Kapseln aus weichen, mit Luft gefüllten Ballons, die durch den inneren Hohlraum Wohnfläche boten. „Die größeren hingen mit sterilen Ver- und Entsorgungsschläuchen, Tragrippen und ‚Atmern‘ [- eine Art Luftmembran –] am Tropf des Versorgungsgerüsts [...]. Im inneren enthielten sie drehbare, sogenannte ‚Pneumo-betten‘, über denen audiovisuelle Installationen angebracht waren. Die kleineren Pneus fungierten nach Art von Herz-Lungen-Maschinen als pulsierende Ballons, während die kleinsten die Geruchskapsel, die audiovisuelle Programmbox und das Indi-Herz beherbergten.“ Mit seiner Satelliten-ähnlichen Form und den stetig pulsierenden Pneus entlehnt die Villa Rosa deutlich der Cyberästhetik der späten 1960er Jahre, gleichzeitig weckt sie durch die stetig pulsierenden Pneus starke organische Assoziationen, sodass sich hier beinahe der Eindruck eines lebenden Organismus ergibt. Wirkungsvoll demonstrierte Coop Himmelb(l)au hier einen Gegensatz zur, wie sie es nannten, kalten, toten, inhumanen Architektur der Nachkriegszeit. Das Objekt wurde nie für die tatsächliche Nutzung realisiert. Dagegen wurde die Villa Rosa vielmehr als Prototyp einer neuen Architekturform präsentiert, die als Alternative für den kalten Funktionalismus und als eine humanere Bauform angepriesen wurde.
Coop Himmelb(l)au war hierbei jedoch nicht die erste Gruppe, die sich architektonisch durch das Space-Age beeinflussen ließ, wie es in den 1960er Jahren die Populärkultur bestimmte oder Luft als neuen, richtungsweisenden Baustoff für sich entdeckte. Wichtige Impulse hierfür hatte bereits Hans Hollein gegeben, so zum Beispiel durch seine Architekturphantasie „New York City, Stadterneuerungsprojekt, Vogelperspektive“ von 1964 in Form einer Fotomontage, an deren Cyberästhetik sich sicher viele junge Wiener Architekten der Zeit rieben. Und auch mit der Pneumoarchitektur hatten bereits einige junge Architekten experimentiert: So hatte Walter Pichler bereits 1966 im Kapfenberg Park seinen „Großen Raum“ vorgestellt, eine riesige pneumatische Blase als alternatives Raumkonstrukt. Und auch die aus dem gleichen Umkreis wie Coop Himmelblau stammende Architekturformation Haus-Rucker-Co hatte bereits seit 1967 angefangen mit Pneumo-Architektur zu arbeiten. Sie hatten 1967 den alternativen mobilen Wohnraum „Gelbes Herz“ vorgestellt, eine einfache pneumatische Wohnblase, die durch ihre simple Kugelstruktur mit nur einem Bett darin embryonale und uterine Assoziationen wachruft. So kann Haus-Rucker-Co möglicherweise als Vorbild für den
Bezug zu instinktiver, organischer und lebendiger Architektur verstanden werden, die Coop Himmelb(l)au später durch den medialen Bezug von Gerüchen, Geräuschen und taktiler Wahrnehmung erweiterte.

### Stadtpolemik
Ende der 1970er Jahre zeichnete sich trotz diverser Projekte der Coop Himmelb(l)au und gleichgesinnter Gruppierungen ab, dass das Ziel der Umwidmung toter Räume in Oasen selbstbestimmten, nomadischen Lebens keine Wirkung zeigte. Auch erste tatsächliche bauliche Realisierungen der Gruppe änderten daran nichts. Als Ergebnis dieser Erkenntnis entfernte sich Coop Himmelb(l)au immer mehr von ihrer zunächst hippie-esken, phantastisch-verträumten Artikulationsweise und wurde sowohl in Rhetorik, als auch in Bezug auf die geplanten und durchgeführten Projekte deutlich radikaler und aggressiver. Gut 10 Jahre nach der zuvor genannten Beschreibung der Gruppe zum eigenen Namen und der Architekturvorstellung hieß es von Seiten Coop Himmelb(l)aus:
- „Wir haben keine Lust, Biedermeier zu bauen. Nicht jetzt und zu keiner anderen Zeit. Wir haben es satt Palladio und andere historische Masken zu sehen, weil wir in der Architektur nicht all das ausschließen wollen, was unruhig macht. Wir wollen Architektur, die mehr hat. Wir wollen Architektur, die leuchtet, die sticht, die fetzt und unter Dehnung reißt. Architektur muss schluchtig, feurig, glatt, hart, brutal, rund, zärtlich, farbig, obszön, geil, träumend, vernähend, verfehrnend, naß, trocken und herzschlagend sein. Lebend oder tot. Wenn sie kalt ist, dann kalt wie ein Eisblock. Wenn sie heiß ist, dann so heiß wie ein Flammenflügel. Architektur muss brennen.“[13]

Die Stadtmodifikation der humanen Architektur war nun umgeschlagen in eine wahrhafte Stadtpolemik. Die Gruppe um Prix und Swizcinsky machte nun immer mehr durch Provokationen auf sich aufmerksam und hatte inzwischen längt den Ruf der entfants terrible der Wiener Architekturszene inne. Auffallend ist hierbei, dass die Rhetorik des Duos nun stark an die des Wiener Aktionismus erinnerte. War das Vokabular der Gruppe zuvor noch bestimmt durch Begriffe wie Wolken, Phantasie, fliegen oder Leichtigkeit, so war es nun dominiert von Wörtern wie Brutalität, stechen, fetzen, unter Spannung reißen oder Obszönität. So sagte beispielsweise Otto Muehl 1963:
- „Manchmal habe ich das Bedürfnis, mich wie eine Sau im Schlamm zu wälzen. Mich provoziert jede glatte Fläche, Ziel ist es sie mit intensivem Leben zu beschmutzen. Ich krieche auf allen Vieren darauf herum und schleudere den Dreck nach allen Richtungen.“[15]

Jeweils zeigt sich die kochende Wut über die stumpfen, glatten Zustände der österreichischen Nachkriegsgesellschaft und deren Lebensräume, worauf nur mit Aggression und Zerstörung geantwortet werden kann. Die erste Verbildlichung dieser neuen, aggressiveren, brennenden Architektur war die zur Baureife gediehene Wohnprojektstudie des Wiener Wohnhochhauses „Hot Flat“, das 1978/79 konzipiert wurde. Alle der etwa 5 m hohen Räume sollten nach Art aufgegebener Fabrikgebäude „roh“, also ohne jegliche Innenausstattung belassen werden, fest installierte Video- und Stereoanlagen ausgenommen. Es war vorgesehen, den alten Autoaufzug nach Abschluss der Bauarbeiten im Kern des Gebäudes zu belassen, sowohl zur generellen Nutzung, als auch um den Bewohnern die Möglichkeit zu bieten, ihre Autos auf die einzelnen Stockwerke zu heben und auf den Plattformen vor ihren Wohnungen abzustellen. Markantestes Merkmal der „Hot Flat“ war jedoch die pfeilartige Struktur des kollektiv nutzbaren Gruppenraums, die den Komplex in luftiger Höhe diagonal durchbohrt, und nachts – aus zahllosen Gasdüsen gespeist – gigantische Flammen in den städtischen Himmel geworfen hätte. Wirkungsvoll zeigt sich hier die neue Ausrichtung der Gruppe: Die Zeit der friedvollen Alternativsuche für die bedrückende Bausituation der Nachkriegszeit mit Hilfe von Wolkenarchitektur war vorbei. Da die organische Belebung des städtischen Lebensraumes keinen Anklang gefunden hatte, verlegte man sich nun auf andere Möglichkeiten der menschlichen Einflussnahme auf die Stadt, nämlich die Zerstörung, Verrohung und Verwahrlosung der alten und neuen Architektur.

### Formmutation und Vektorenarchitektur
Auf dieser Grundlage der Zerstörung begann Coop Himmelb(l)au nun seine eigene bauliche Gestaltungsform zu finden. Nach der extremen Phase der Destruktion und Verrohung folgte nun eine deutliche Entspannung des Duos Coop Himmelb(l)au, die Prix und Swiczinsky im Gegensatz zu vielen ihrer Streitgenossen zur Manifestation einer konstruktiven architektonischen Formensprache nutzten: Konsequenterweise folgte so ab Mitte der 1980er Jahre, als Synthese aus Destruktion und Konstruktion eine Formensprache aus Zerlegung und Neuformierung, die Dekonstruktion. So hieß es beispielsweise 1991 von Seiten der Gruppe:
- „Wenn wir von Schiffen sprechen, denken andere an Schiffbruch. Wir jedoch an vom Wind geblähte Segel. Wenn wir von Adlern sprechen, denken andere an Vögel. Wir aber sprechen von der Spannweite der Flügel. Wenn wir von schwarzen Panthern sprechen, denken andere an Raubtiere. Wir aber an die ungezähmte Gefährlichkeit von Architektur. Wenn wir von springenden Walen reden, denken andere an Saurier. Wir aber an das Fliegen von 30 Tonnen Gewicht. Wir finden Architektur nicht in einem Lexikon. Unsere Architektur ist dort zu finden, wo Gedanken schneller sind als die Hände, um sie zu begreifen.“[17]

Wiederum zeigt sich der inhaltliche Umschwung des Architekturduos zunächst in der Rhetorik. Wolf D. Prix nimmt hier Stellung zur Fremdwahrnehmung der eigenen Arbeit: So interpretiere man die Arbeitsweise Coop Himmelblaus als Schiffbruch, also als Scheitern, Katastrophe und Zerstörung. Man denke bei ihnen an Vögel, womit Prix sicher auf den eigenen Ruf als wunderliche Underdogs, als Spinner und Architekturphantasten anspielte. Man denke an Raubtiere, also an die Aggressionen und die Gefahr, die Bedrohung, die von ihren architektonischen Absichten ausginge. Und an Saurier, also unberechenbare, unzähmbare gigantische Wesen aus einer anderen Welt, die man nicht versteht und mit denen man sich lieber nicht konfrontiert sieht. Diese Assoziationen, von denen viele Anfang der 1980er sicher noch den Intentionen des Duos entsprochen hätten wurden nun von ihnen selbst verneint: Es gehe nicht länger um die Provokation, sondern um tatsächliche bauliche Projekte. Es gehe nicht mehr um die Polemik, sondern wieder mehr der Ursprungsidee entsprechend, um neuartige, fliegende, voranschreitende, unglaubliche und spannende Architektur mit neuen Dimensionen. Die Architektur präsentierte Coop Himmelb(l)au nun nicht mehr als Ausdruck einer tiefgreifenden Aggression gegen den Funktionalismus und dessen Gesellschaft, sondern als Selbstzweck. Der Bau stand nun wieder im Mittelpunkt.
Einer der bekanntesten Projekte aus der Zeit war der Dachausbau einer Anwaltskanzlei in der Falkestraße Ecke Biberstraße in Wien. Die Rechtsanwaltskanzlei Schuppich Sporn & Winischhofer plante bereits ab 1983 einen Ausbau ihrer im Mezzanin und im ersten Stock des Hauses befindlichen Büroräume. 400 m² Dach sollten in Nutzungsfläche umgebaut werden. Das Hauptaugenmerk sollte auf dem zentralen Sitzungssaal gelegt werden. Zusätzlich waren kleinere Büroeinheiten vorgesehen. Coop Himmelb(l)au entwarf in 21 Meter Höhe einen vielgliedrigen, dynamischen, in verschiedene Richtungen ausreißenden Stahl- und Glasaufsatz, der den gründerzeitlichen Unterbau um zwei jeweils 3,90 Meter hohe und 200 m² große Geschoße erweiterte. Dabei fasste das Duo die zerstückelte, kleinteilige Konstruktion unter einem großen, raumerzeugenden Spannungsbogen zusammen. Dieser überspannte das gesamte Konstrukt wie ein scharf gespannter Bogen oder wie ein Blitz, der die gesamte Dynamik und Spannung des Aufsatzes durch die Überhängung über den Dachrand auf die Straße hinunter leitet. Die derzeit von Prix und Swiczinsky gewählte Metapher der „vom Wind geblähten Segel“ und der „Spannweite der Flügel“ findet sich im Dachausbau der Falkestraße wieder: Die Destruktion hatte sich hier zur Dekonstruktion gewandelt, die den Architekten die experimentelle Freiheit verschaffte, die Grenzen des Möglichen innerhalb der Architektur auszureizen und neue, noch nicht ausgetretene Wege zu beschreiten.
Dies zeigt den Weg, den das Architektenduo im Laufe der Zeit eingeschlagen hat: Man hatte sich von dem zwischenzeitlich aggressiven, provokativen Auftreten distanziert und wieder mehr auf „die Idee, Architektur mit Phantasie leicht und veränderbar wie Wolken zu machen.“ zurückbesonnen. Nur handelte es sich nun nicht mehr um die reine Idee mit Hilfe der Phantasie, sondern um das Experiment, wie weit es sich mit der Phantasie und der reinen Idee treiben lässt, während man gleichzeitig die bauliche Umsetzung im Blick behält. Diese Professionalisierung der ursprünglichen Träumer-Architekten schlug sich Mitte der 1990er Jahre auch in der Namensgebung der Gruppe wieder: Der Buchstabe „L“ beim Blau von Himmelb(l)au wurde in Parenthese gesetzt, sodass sich auch die Lesart Himmelbau ermöglichte: Dies verdeutlichte eine Verschiebung der Gewichtung, weg vom reinen Traum und hin zu mehr Bau.

## Bauwerke und Projekte (Auswahl)
- Villa Rosa, Wien, 1968
- Wolke, Wien 1968
- Reiss Bar, Wien, 1977

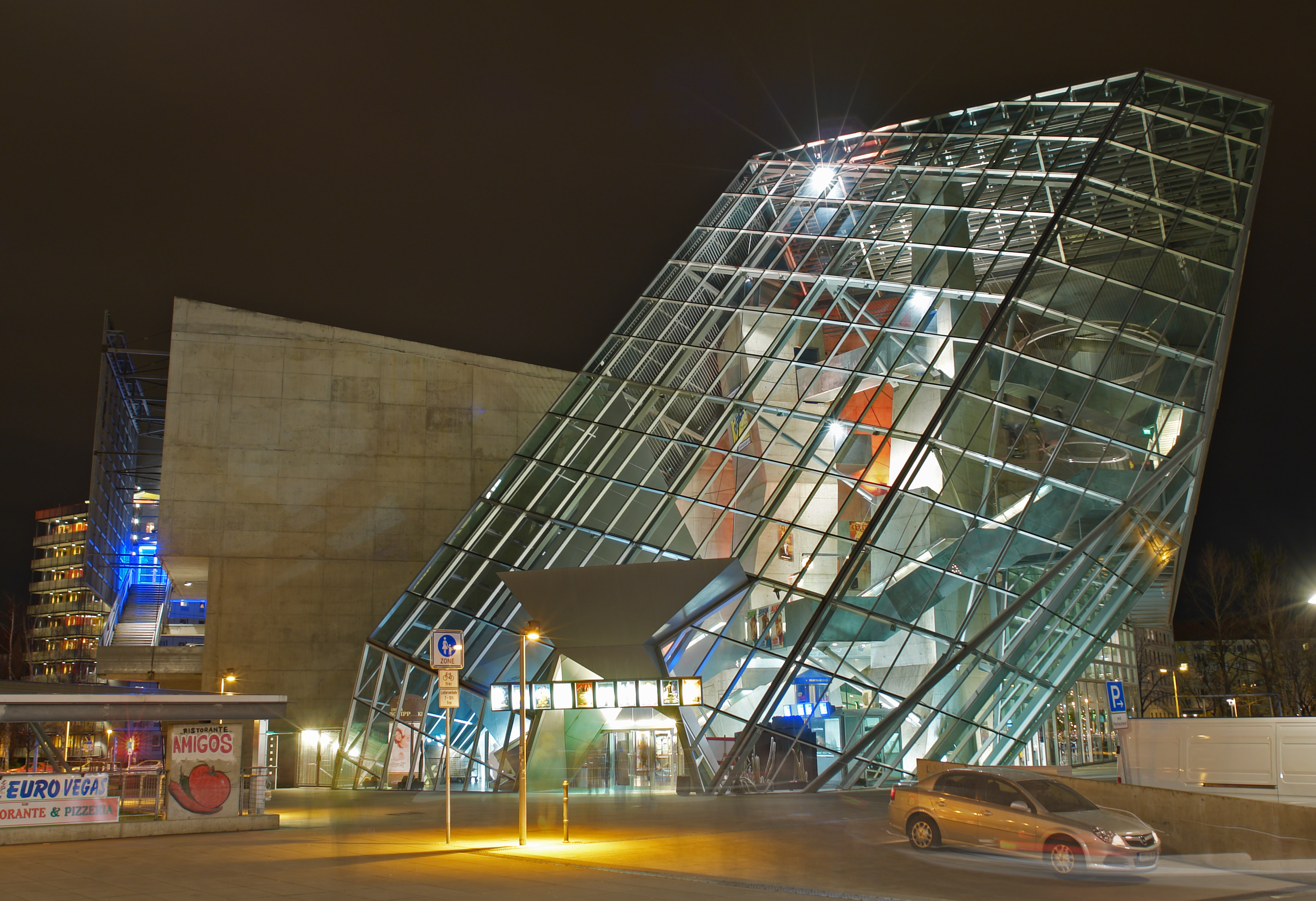
UFA-Palast Prager Straße, Dresden

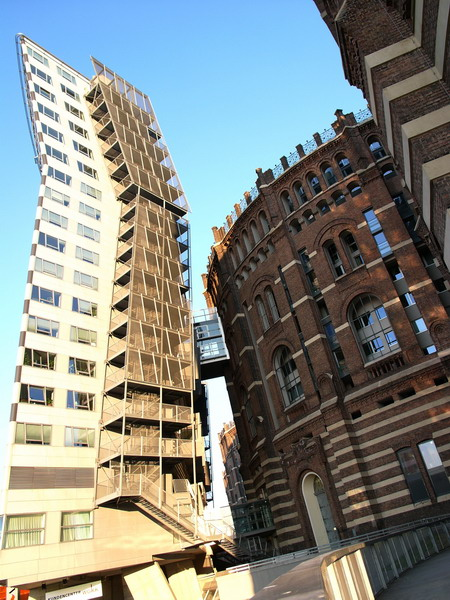
Gasometer Wien

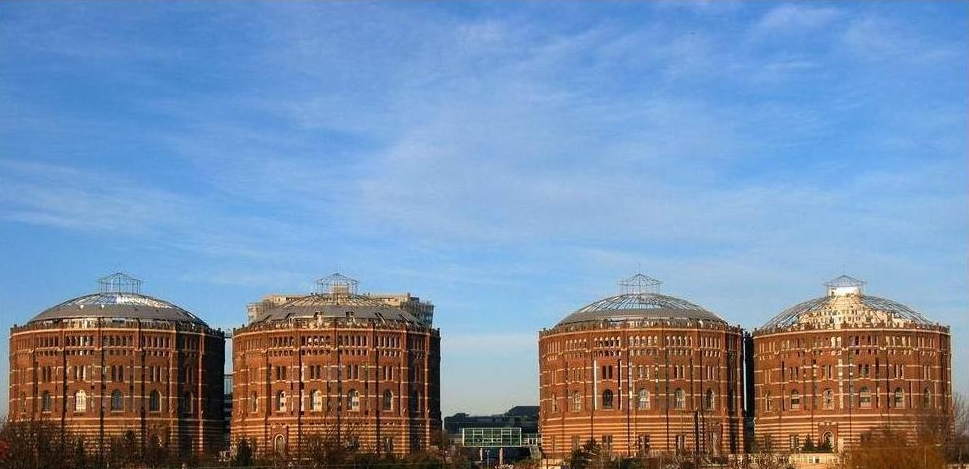
Gasometer, Wien

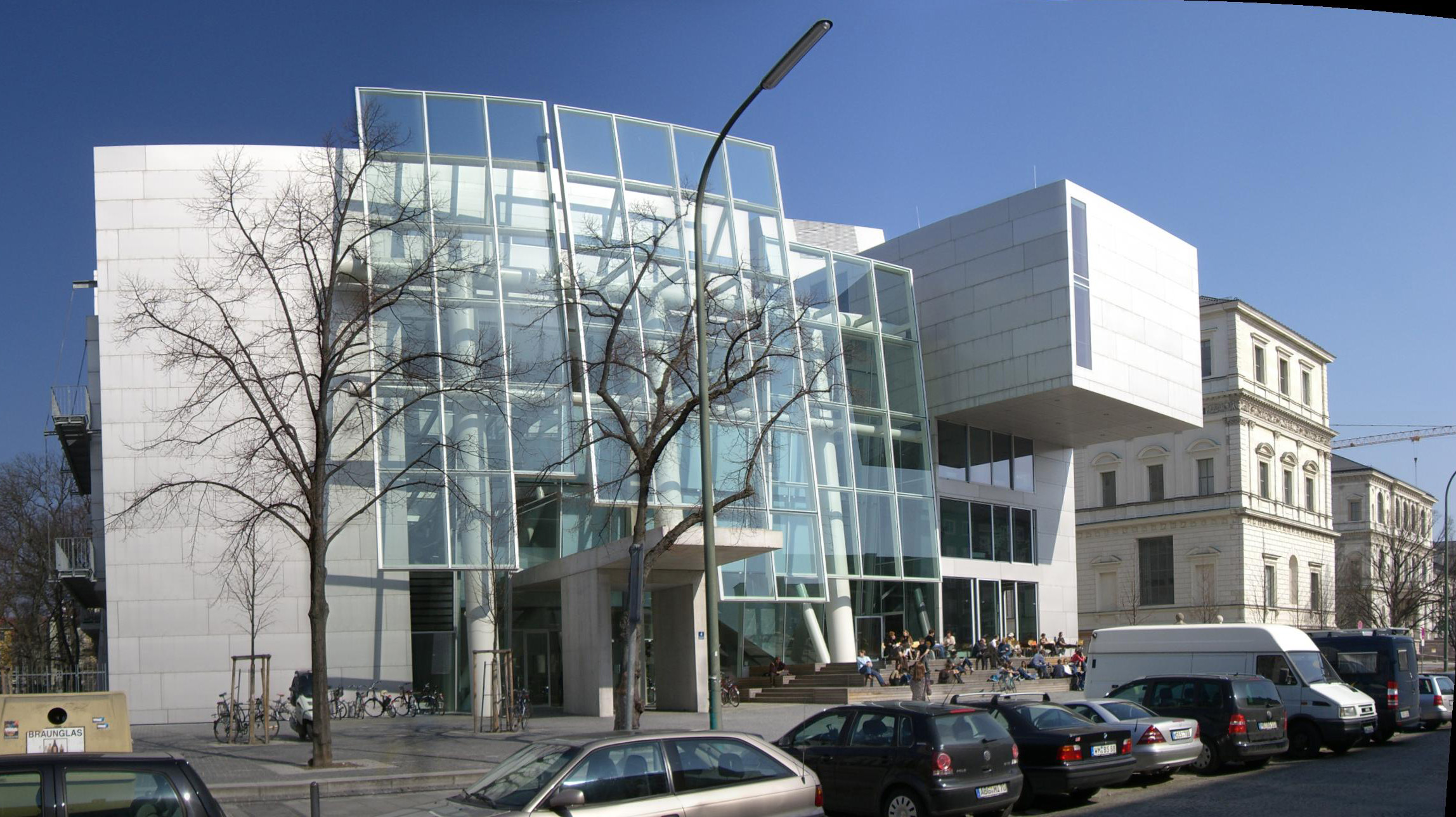
Kunstakademie, München

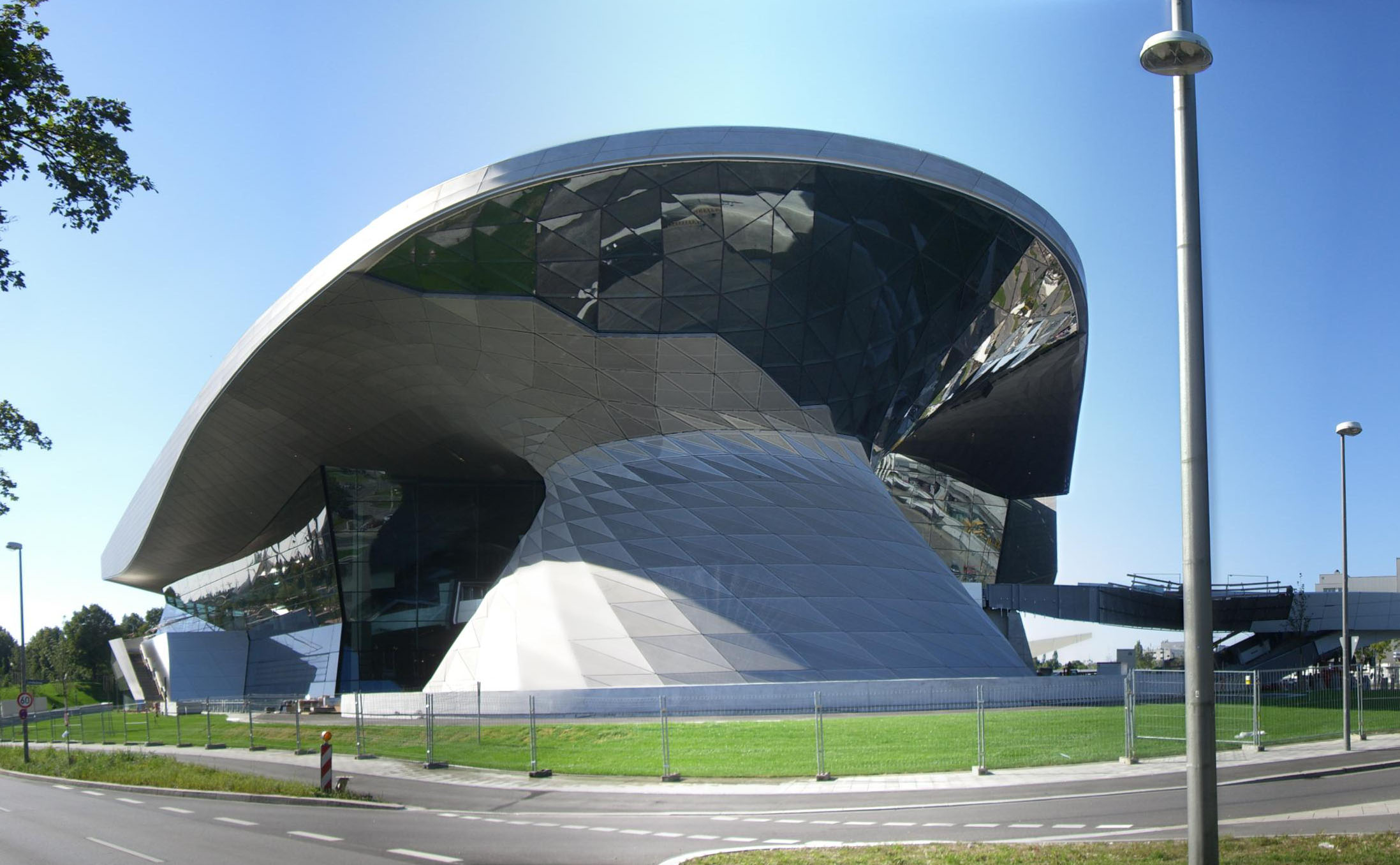
BMW Welt, München

- Flammenflügel, Technische Universität Graz, Aktion am 9. Dezember 1980, 20.35 Uhr.
- Roter Engel, Wien, 1981
- Dachausbau des Hauses Falkestraße 6, Wien, Österreich, 1988[20]
- FunderMax, Sankt Veit an der Glan, Österreich, 1988/1989
- Groninger Museum: Pavillon Bildende Kunst, Groningen, Niederlande, 1994
- Ufa-Kristallpalast auf der Prager Straße in Dresden, 1998
- SEG Apartment Tower, Wien, Österreich, 1998
- SEG Apartment Block Remise, Wien, Österreich, 2000
- Gasometer B, Wien, 2001
- Expo.02: Forum Arteplage, Biel/Bienne, Schweiz, 2002
- Wettbewerbsbeitrag (2. Preis) für das Große Ägyptische Museum, Kairo, Ägypten
- Akademie der Bildenden Künste, München, 2005
- Büro- und Wohnanlage Schlachthausgasse, Wien, 2005
- Akron Art Museum, Akron (Ohio), USA, 2007
- Centro Cultural JVC und Restaurant Mosku, Guadalajara, Mexiko
- BMW Welt, München, Deutschland, 2007
- Central Los Angeles Area High School #9, Los Angeles (Kalifornien), USA, 2008
- Martin-Luther-Kirche (Hainburg an der Donau), Österreich: fertiggestellt 2011.
- 1. Preis Wettbewerb Busan Cinema Center, Busan, South Korea; fertiggestellt im September 2011.
- Internationales Konferenzzentrum, Dalian, Volksrepublik China; fertiggestellt 2012.
- Neubau der Europäischen Zentralbank, Frankfurt am Main, Deutschland; fertiggestellt 2014.
- Musée des Confluences, Lyon, Frankreich.
- Kongresszentrum Baku, Aserbaidschan; fertiggestellt 2015.
- Musikkens Hus, Aalborg, Dänemark.
- Museum of Contemporary Art & Planning Exhibition, Shenzhen, China.
- Opernhaus in Sewastopol

## Entwürfe
- Turm und Riegel, geplant für das Mariahilfer Platzl, Wien (nicht realisiert)

## Auszeichnungen
- 2008: RIBA European Award (BMW Welt)
- 2008: RIBA International Award (Akron Art Museum)
- 2007: International Architecture Award (Busan Cinema Center, Akademie der Bildenden Künste, Großes Ägyptisches Museum, Experimentelle Kunsthalle Cordoba)
- 2005: American Architecture Award für den Entwurf des Akron Art Museums
- 2002: Officier de l’ordre des arts et des lettres
- 2001: Europäischen Stahlbaupreis
- 2000: Deutschen Architekturpreises für den UFA-Palast in Dresden
- 1999: Großer Österreichischer Staatspreis für Architektur
- 1992: Erich-Schelling-Architekturpreis
- 1989: 1990, 1991 P.A. Award
- 1988: Preis der Stadt Wien für Architektur
- 1982: Förderungspreis für Baukunst, Berlin